# قرار مجلس الأمن التابع للأمم المتحدة رقم 115
قرار مجلس الأمن التابع للأمم المتحدة رقم 115، الذي اعتمد في 20 يونيو 1956، بعد النظر في طلب المغرب للانضمام إلى عضوية الأمم المتحدة أوصى المجلس الجمعية العامة بقبول المغرب.
وقد وافق جميع أعضاء المجلس الـ11 علي القرار.